# Alopecosa volubilis
Alopecosa volubilis là một loài nhện trong họ Lycosidae.
Loài này thuộc chi Alopecosa. Alopecosa volubilis được J. S. Yoo, Joo-Pil Kim & Hozumi Tanaka miêu tả năm 2004.